# Base de données mondiale de l'OEPP
La base de données mondiale de l'OEPP, en anglais : EPPO Global Database, est une base de données sur internet maintenue par l'Organisation européenne et méditerranéenne pour la protection des plantes (OEPP), dont l'objet est de rassembler et mettre à disposition du public l'ensemble des informations disponibles sur toutes les espèces de ravageurs et d'agents pathogènes d'intérêt agricole.
Cette base de données est opérationnelle depuis 2014.

## Contenu
L'EPPO Global Database contient des informations de base sur plus de 95 000 espèces d'intérêt pour l'agriculture, la sylviculture et la protection des végétaux, qu'il s'agisse de plantes cultivées ou sauvages, ou d'organismes nuisibles, y compris les agents pathogènes.
Elle indique pour chaque espèce, les noms scientifiques et vernaculaires (dans différentes langues, le classement taxinomique et le code OEPP associé.
Pour les ravageurs et agents pathogènes faisant l'objet de dispositions réglementaires édictées par l'OEPP elle-même ou par l'Union européenne, ou par d'autres institutions dans d'autres parties du monde, la base fournit des informations détaillées sur plus de 1 800 espèces. Pour chaque espèce sont détaillées la distribution géographique (avec une carte du monde), la liste des plantes hôtes et sa position au regard du statut de quarantaine. 
Cette base de données reprend une grande partie des fonctionnalités de la base de données de l'OEPP sur les organismes de quarantaine (PQR, EPPO Plant Quarantine Data Retrieval system), ainsi qu'un certain nombre d'articles du service d'information de l'OEPP (depuis 1974).